# Alucita melanodactyla
Alucita melanodactyla är en fjärilsart som beskrevs av Legrand 1965. Alucita melanodactyla ingår i släktet Alucita och familjen mångfliksmott, (Alucitidae). Inga underarter finns listade i Catalogue of Life.